# Giovanni Battista Bussi (Kardinal, 1755)
Giovanni Battista Bussi (der Jüngere) (* 29. Januar 1755 in Viterbo, Kirchenstaat; † 31. Januar 1844 in Benevento) war ein italienischer Kardinal und Erzbischof von Benevent.

## Leben
Bussi, der einer Adelsfamilie entstammte, studierte bis 1780 Zivil- und Kirchenrecht an der Universität La Sapienza in Rom. Nachdem er 1781 an die Kurie unter Papst Pius VI. kam, wurde er 1782 erst zum Subdiakon, dann zum Diakon geweiht. Der Papst verlieh ihm auch den Titel eines päpstlichen Hausprälaten. Am 21. September 1782 erhielt Bussi das Sakrament der Priesterweihe. Nach verschiedenen Tätigkeiten an der Kurie wurde er 1799 Gouverneur seiner Heimatstadt Viterbo, was er bis 1800 blieb. Unter dem neuen Papst Pius VII. wurde er im Februar 1801 Auditor an der Römischen Rota und bekam 1809 einen Posten in der Pönitentiatur. Als im selben Jahr die Franzosen Rom besetzten, nahmen sie Bussi in der Engelsburg gefangen und brachten ihn nach Paris, wo er bis 1814 festgesetzt wurde.
Als er nach Rom zurückkehren konnte, nahm er seine alten Ämter wieder auf und wurde 1815 Konsultor der Ritenkongregation. Kurz vor dem Tod Pius’ VII. wurde er Generalauditor der Apostolischen Kammer.
Papst Leo XII. nahm ihn am 3. Mai 1824 als Kardinalpriester von San Pancrazio ins Kardinalskollegium auf und ernannte Bussi am selben Tag zum Erzbischof von Benevent. Die Bischofsweihe spendete ihm drei Wochen später Camerlengo Bartolomeo Pacca. Kardinal Bussi nahm an den Konklaven von 1829 und 1830 bis 1831 teil. Dreizehn Jahre nach der Wahl Gregors XVI. starb er, zwei Tage nach seinem 89. Geburtstag. Zu diesem Zeitpunkt war er der älteste Kardinal der Welt.